# Xenotingis
Xenotingis is een geslacht van wantsen uit de familie van de Tingidae (Netwantsen). Het geslacht werd voor het eerst wetenschappelijk beschreven door Carl John Drake in 1923.

## Soorten
Het genus bevat de volgende soorten:

- Xenotingis bakeri Drake, 1927
- Xenotingis horni Drake, 1923
- Xenotingis hoytona Drake, 1948
- Xenotingis kokodae Guilbert, 2006
- Xenotingis luzonana Drake, 1954
- Xenotingis malkini Drake, 1948
- Xenotingis missai Péricart, 2000
- Xenotingis papuana Drake, 1954
- Xenotingis tinae Drake & Ruhoff, 1965